# オルデンザール
オルデンザール（オランダ語: Oldenzaal、[ˈɔɫdə(n)ˌzaːɫ] ( 音声ファイル)）は、オランダ東部のオーファーアイセル州にある基礎自治体（ヘメーンテ）および都市。ドイツ国境に近い、トウェンテ地方に位置する。
1249年に都市権を得た。歴史的にはハンザ同盟に加盟していたデーフェンテルの影響下で、ハンザ同盟の一部をなしていた。
アムステルダムからドイツに至るA1高速道路の沿線に位置する。オルデンザール駅からヘンゲローへ鉄道が通じている。
2013年に作製されたオルデンザール市の地勢図

## 出身有名人
- デルク・ブーリフター（1986年 - ） サッカー選手
- エレン・ファン・ランゲン（1966年 - ） 中距離の陸上競技選手
- ヤン・フェネホール・オフ・ヘッセリンク（1978年 - ） サッカー選手
- パトリック・ヘリツェン（1987年 - ） サッカー選手
- レイモント・ファン・デル・ハウヴ（1963年 - ） サッカー選手
- ナタリー・ティンメルマンス（1989年 - ） ソフトボール選手
- ウィルフリート・ブロークホイス（1961年 - ） サッカー選手
- ティム・ブルーケルス（1987年 - ） サッカー選手
- アンリ・マックス・コルウィン（1903年 - 1962年） 第二次世界大戦期の人道主義者。プロパガンダ博物館の創設者
- ビョルン・カイペルス（1973年 - ） サッカー審判員